# Paul-Émile Lecoq de Boisbaudran
Paul-Émile Lecoq de Boisbaudran (18 de abril de 1838 – 28 de maio de 1912) foi um químico francês. É conhecido por suas descobertas dos elementos químicos gálio, samário e disprósio.

## Biografia
De Boisbaudran pertencia à antiga nobreza protestante abastada, a qual, porém, desapareceu após a revogação do Édito de Nantes. Os bens da família foram vendidos e o seu pai Paul começou um negócio de vinhos em Cognac. Este projeto requeria a energia de toda a família incluindo o jovem Pierre-Émile. A sua mãe havia tido uma boa educação e ensinou-lhe história e línguas estrangeiras. Estudou alguns cursos na École Polytechnique lendo as sebentas correspondentes e equipou um modesto laboratório onde começou a replicar as experiências sobre as quais lera nos livros. Foi neste laboratório que fez as suas primeiras descobertas, incluindo o isolamento do gálio.
O seu trabalho inicial focava-se sobre a sobressaturação de soluções. Demonstrou que a sobressaturação é destruída pelo contacto com cristais de um sal isomorfo, e que é possível preparar soluções de sais anidros num estado de sobressaturação (1866-1869). Em 1874 descobriu que as faces octaédricas são menos solúveis que as faces cúbicas, no caso dos cristais de alúmen de amónio, e publica Spectres lumineux, spectres prismatiques, et en longueurs d'ondes destinés aux recherche de chimie minérale, uma das obras fundadoras da espectroscopia. Os seus trabalhos principais, porém, relacionam-se com as espectroscopia e a sua aplicação aos elementos terras-raras. Ele analisou os espectros de 35 elementos, usando o bico de Bunsen, faíscas elétricas ou ambos para induzir luminescência e desta maneira descobriu os lantanídios samário (1879) e disprósio (1886) e európio (1890), embora a descoberta deste último elemento não lhe seja creditada. Foi também o primeiro a isolar o gadolínio (1885), elemento descoberto em 1880 por J.C. Galissard de Marignac.
Contudo, o seu trabalho mais notável foi a descoberta do gálio. Em 1875 havia obtido vários miligramas de cloreto de gálio, extraído de uma amostra de 52 kg de minério, e nele encontrou novas linhas espectrais. Continuou as experiências usando várias centenas de quilogramas de minério de zinco dos Pireneus e nesse mesmo ano isolou mais de um grama do metal puro por eletrólise de uma solução do seu hidróxido em hidróxido de potássio. Mais tarde preparou 75 gramas de gálio a partir de mais de 4 toneladas de minério. Calculou que o peso atómico do gálio seria 69,86, próximo do valor atualmente aceite de 69,723(1). Por este seu trabalho, recebeu a Cruz da Legião de Honra, a Medalha Davy (1879) e o Prémio Lacaze no valor de 10 000 francos. Foi eleito membro estrangeiro da Royal Society em 1888. Foi mais tarde dito que havia designado o elemento em honra a si próprio, pois gallus é a tradução para o latim do francês "le coq", mas Lecoq negou tal afirmação num artigo em 1877 e assegurou que o nome do elemento tinha origem no termo latino para a Gália, Gallia. A existência do gálio havia sido prevista em 1871 por  Dmitri Mendeleev, que lhe chamara eka-alumínio, e a sua descoberta foi um impulso para a teoria da tabela periódica de Mendeleev. .
Contribuiu adicionalmente para o desenvolvimento da classificação periódica dos elementos ao propor, pouco tempo após a sua descoberta, que o árgon era membro de uma nova série química de elementos, que mais tarde viriam a ser conhecidos como gases nobres. Após 1895, os deveres familiares e a sua saúde debilitada limitaram o seu trabalho. Sofria de anquilose articular e faleceu em 1912, com 74 anos de idade.